# کلیسای جامع اورلئان
کلیسای جامع اورلئان (به فرانسوی: Basilique Cathédrale Sainte-Croix d'Orléans) یک کلیسای کاتولیک رومی واقع در شهر اورلئان فرانسه است. کلیسای جامع اسقف اورلئان از سال ۱۲۷۸ تا ۱۳۲۹ و پس از تخریب جزئی در سال ۱۵۶۸، از ۱۶۰۱ تا ۱۸۲۹ ساخته شده‌است. این ساختمان در سبک معماری گوتیک است.

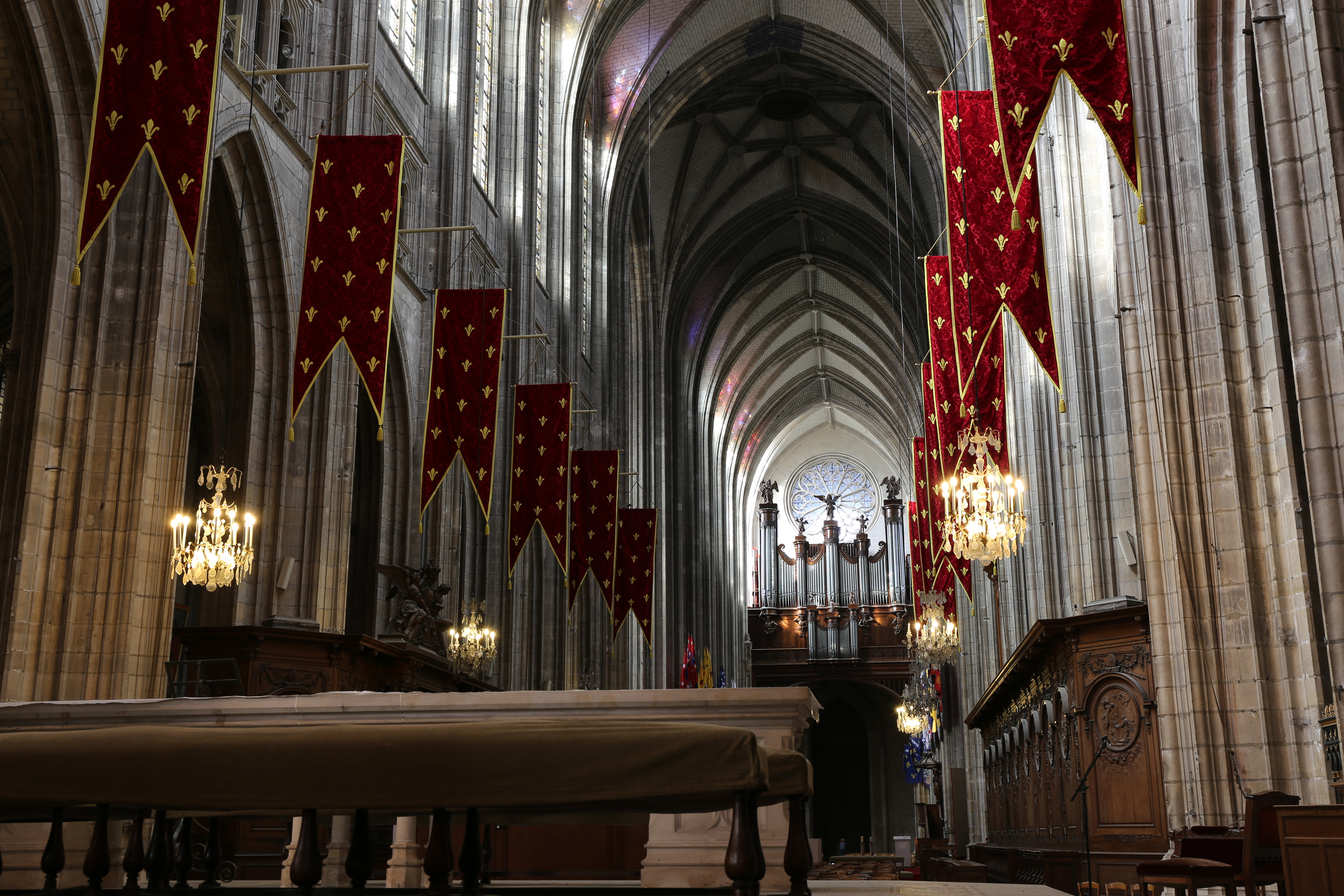
نمایی از بخش مرکزی ساختمان کلیسا و عناصر سنتی آن

علت شهرت این کلیسا احتمالاً به خاطر قهرمان فرانسوی ژان دارک است.

## تدفین
- John Stewart of Darnley